# 防墜擋板
防墜擋板（日语：転落防止幌）是鐵路車輛在車廂與車廂間所安裝的一組擋板或鐵鍊，可防止月台上的旅客從兩車廂之間掉入線路造成危險。
在日本，1927年開通的東京地下鐵道（今 東京Metro）所使用的1000型電車為第一個安裝此裝置的鐵路車輛。

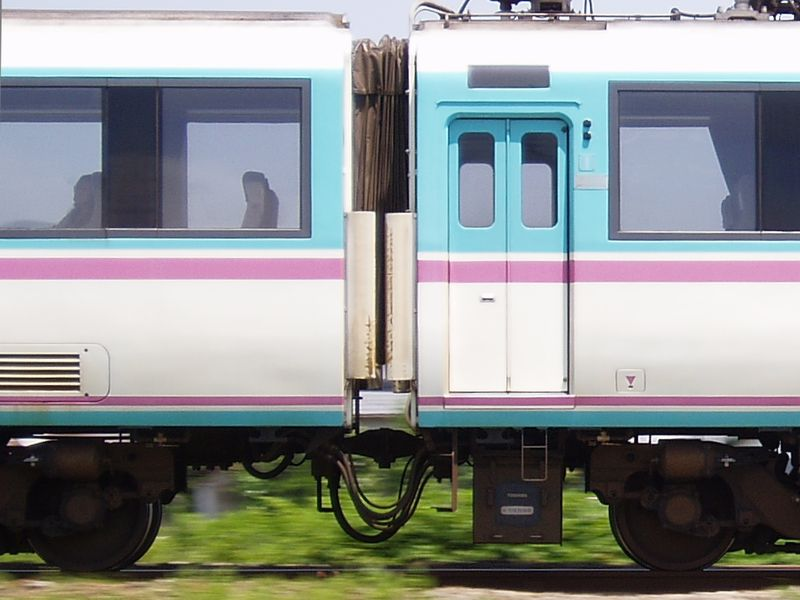
小田急浪漫特快車廂之間的防墜擋板
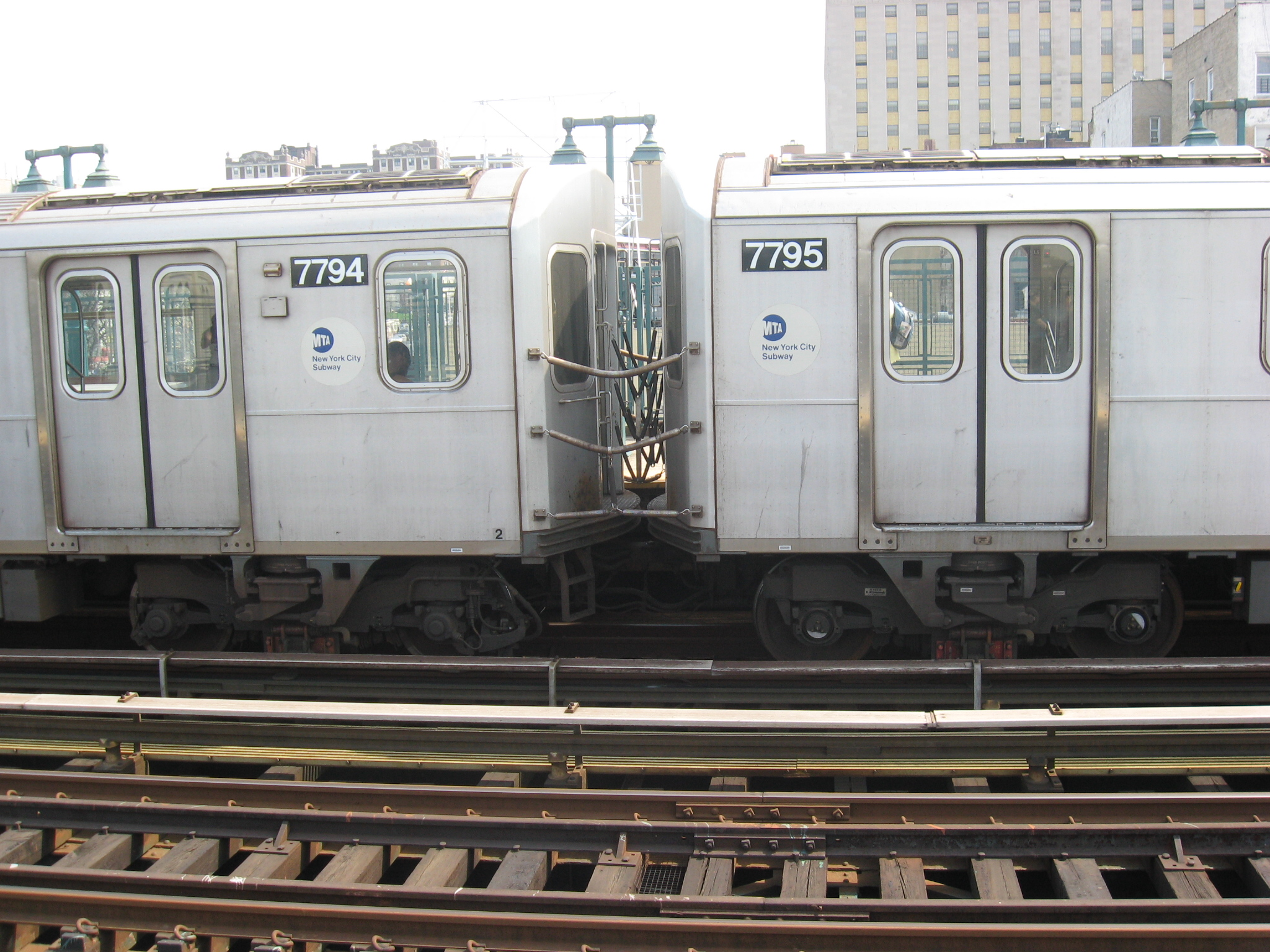
紐約地鐵R142A型電聯車安裝三根鍊條做為防墜用。